# BSG Chemie Leipzig (1997)
Die BSG Chemie Leipzig (voller Name: Betriebssportgemeinschaft Chemie Leipzig) ist ein 1997 gegründeter Sportverein aus Leipzig. Der Verein sieht sich als legitimer Nachfolger der in der DDR bestehenden BSG Chemie Leipzig, die 1990 nach Fusion im FC Sachsen Leipzig aufgegangen war. In der Saison 2024/25 spielt die erste Fußball-Herrenmannschaft des Vereins in der viertklassigen Regionalliga Nordost. Die zweite Fußball-Herrenmannschaft spielt in der achtklassigen Stadtliga Leipzig; außerdem umfasst die Fußballabteilung des Vereins eine Frauenmannschaft, die aktuell in der Landesliga Sachsen antritt, sowie zahlreiche Nachwuchsmannschaften in allen Altersklassen. Zum Verein gehören ferner eine Handball- und eine Kegelabteilung.

## Historie

### Vorgeschichte
Der DDR-Meister von 1951 und 1964 Chemie Leipzig hatte sich nach der friedlichen Revolution und im Zuge der Umstellung auf ein marktwirtschaftliches Wirtschaftssystem, was zum Zusammenbruch des BSG-Systems führte, 1990 mit Chemie Böhlen zum FC Sachsen Leipzig zusammengeschlossen und spielte fortan im traditionellen Chemie-Stadion, dem Alfred-Kunze-Sportpark.

### Die BSG Chemie als Förderverein des FC Sachsen Leipzig (1997–2008)
Die „neue“ BSG Chemie Leipzig wurde am 16. Juli 1997 von Anhängern des FC Sachsen Leipzig als Ballsportfördergemeinschaft Chemie Leipzig zum Schutz des Namens und der Marke „BSG Chemie Leipzig“ so wie zur Förderung des FC Sachsen Leipzig gegründet. Dies wurde unter anderem dadurch verwirklicht, dass Vereinsmitglieder das hintere Vereinszimmer in der Vereinsgaststätte „Sachsenstube“ neu gestalteten und in ein Traditionszimmer umwandelten oder dass „Care-Pakete“ – Unterstützungspakete zur finanziellen Absicherung der Nachwuchsabteilung des FC Sachsen Leipzig während der Insolvenz 2001 – verkauft wurden.
Um eine Weiterführung des Spielbetriebes auch im Falle der Liquidation des FC Sachsen Leipzig zu ermöglichen, wurde im Jahre 2004 die Vereinssatzung entsprechend geändert. Im gleichen Zuge benannte sich der Verein in Ballsportgemeinschaft Chemie Leipzig um. Seitdem sah sich der Verein laut Vereinsleitbild als „Option für den Fall [...], dass der legitime Nachfolger der BSG Chemie Leipzig den wertebasierten Weg verlässt oder in anderweitige existenzielle Schwierigkeiten gerät“.
In den Folgejahren verschärften sich Spannungen innerhalb der Anhänger des FC Sachsen Leipzig in Bezug auf Uneinigkeit über den weiteren Weg des Vereines immer weiter. Besonders der Umzug des Spielbetriebes der 1. Fußballmännermannschaft aus dem Alfred-Kunze-Sportpark in das Zentralstadion, die fehlende Kommunikation mit den Fans, das Verbot von sich auf die Tradition beziehenden Fahnen oder das Unterdrücken des Namens „Chemie“ wurden kritisiert. Parallel dazu eskalierten politische Streitereien innerhalb der Anhängerschaft des FC Sachsen Leipzig, die am 11. November 2007 in einer körperlichen Auseinandersetzung beim Auswärtsspiel gegen den VfB Sangerhausen gipfelten.
Infolgedessen sahen die Vereinsmitglieder den im Vereinsleitbild genannten Fall, dass der FC Sachsen Leipzig „den wertebasierten Weg verlässt“ als eingetroffen an.

### „Neuanfang“ und Stagnation (2008–2013)
Der Verein nahm deshalb in der Saison 2008/09 in der 3. Kreisklasse, Staffel 1 (12. Liga) erstmals mit einer eigenen Herren-Fußballmannschaft am Spielbetrieb des DFB teil.  Nach drei Aufstiegen in Folge erreichte diese Mannschaft die Stadtklasse Leipzig. Nach der Saison 2010/11 übernahm der Verein das Spielrecht der ersten Herren-Fußballmannschaft des VfK Blau-Weiß Leipzig und konnte deshalb ab der Saison 2011/12 im Alfred-Kunze-Sportpark bereits in der Sachsenliga antreten; die in die Stadtklasse aufgestiegene Herrenmannschaft wurde damit zur 2. Herrenmannschaft. Am 12. August 2011 wurde die Umbenennung des Vereins in den heutigen Namen Betriebssportgemeinschaft Chemie Leipzig beschlossen. Ebenfalls 2011 wurde der FC Sachsen Leipzig aufgelöst. Nach Abschluss der Saison 2012/13 stieg die BSG Chemie Leipzig aus der Sachsenliga in die Bezirksliga Nord ab.

### Drei Aufstiege in vier Jahren (2013–2017)
Ende August 2013 wurde ein Lokalderby mit dem 1. FC Lokomotive Leipzig II in der Bezirksliga Nord aus Angst vor Fankrawallen abgesagt. Im Herbst 2013 gab es einen Polizei-Einsatz bei einem Auswärtsspiel in Zwenkau, bei dem 500 Anhänger der BSG Chemie Leipzig den Verein unterstützten. Im Februar 2016 verurteilte das Amtsgericht Leipzig einen beteiligten Polizeibeamten wegen Körperverletzung im Amt zu einer Geldstrafe, ein weiterer angeklagter Polizist wurde freigesprochen. Nach Beendigung der Saison 2013/2014 stieg die BSG Chemie Leipzig von der Bezirksliga Nord wieder in die Sachsenliga auf. Nach der Insolvenz der SG Sachsen Leipzig wurde die BSG Chemie Leipzig alleiniger Pächter des Alfred-Kunze-Sportparks. Die „Alten Herren“ sowie die Kegelabteilung der SG Sachsen traten der BSG Chemie Leipzig bei. Im Frühjahr 2015 gehörte die BSG Chemie Leipzig als zeitweiliger Spitzenreiter der Sachsenliga zu den Favoriten für den Aufstieg in die NOFV-Oberliga, beendete die Saison aber als Tabellendritter. Ein Jahr später am 18. Juni 2016 gelang der Mannschaft die Meisterschaft in der Sachsenliga vor dem punktgleichen SV Einheit Kamenz und dem ebenso punktgleichen FC Grimma und damit der Aufstieg in die Oberliga.
Am dritten Spieltag der Oberligasaison 2016/17 absolvierte die neugegründete BSG Chemie im Heimspiel gegen den VfL Halle 1896 ihr erstes Pflichtspiel gegen eine nicht aus dem Freistaat Sachsen stammende Mannschaft und gewann 2:0 (2:0). Am Ende der Saison gelang der BSG Chemie die Meisterschaft in der NOFV-Oberliga (Süd) und damit der Aufstieg in die Regionalliga Nordost.

### Jüngere Entwicklung (seit 2017)

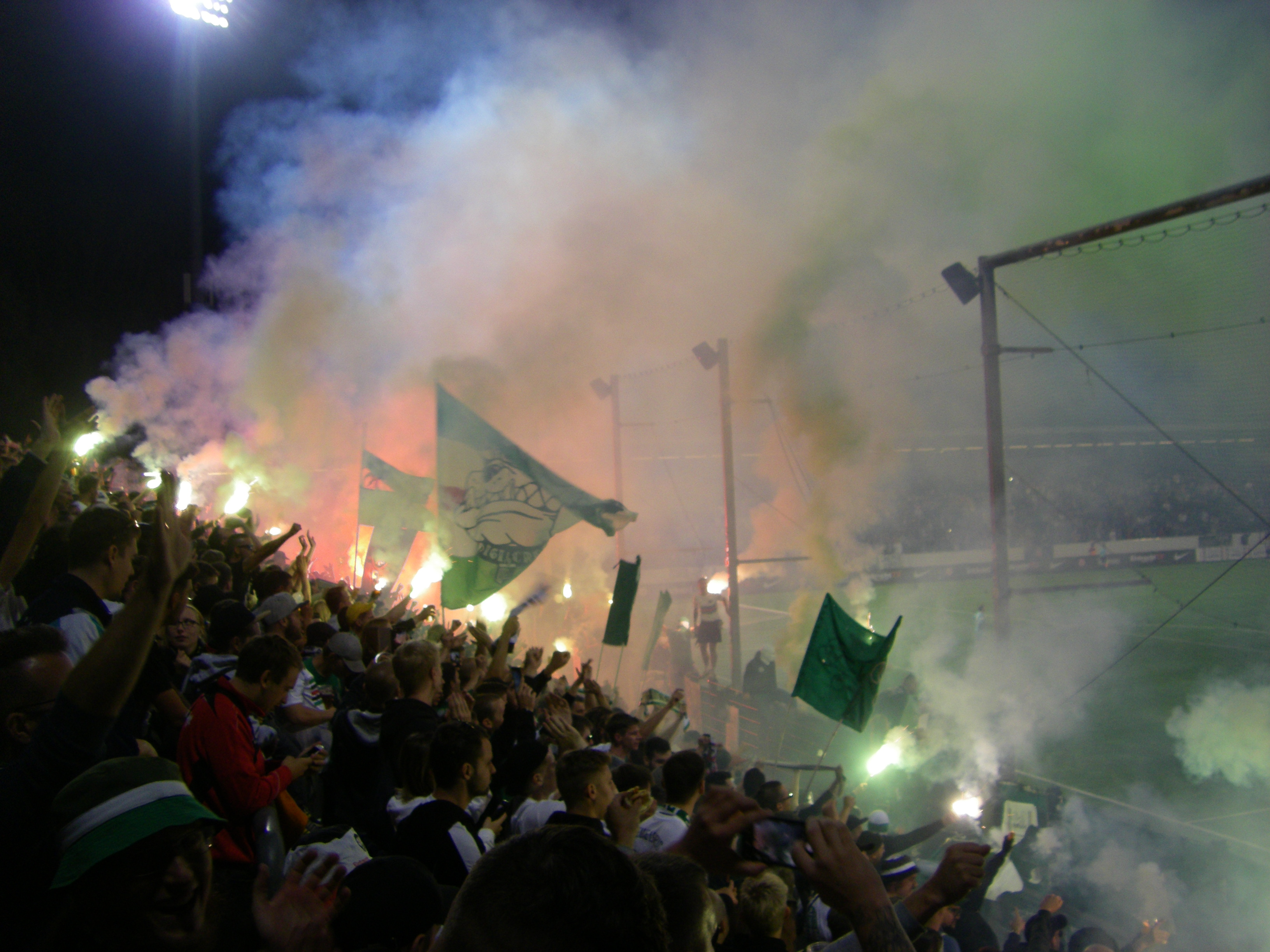
Fankurve der BSG Chemie Leipzig beim Freundschafts- und Benefizspiel gegen Eintracht Frankfurt (2019)

Am dritten Spieltag der Regionalligasaison 2017/18 gelang der neugegründeten BSG Chemie mit einem 1:0-Heimsieg gegen den SV Babelsberg 03 ihr erster Sieg in der vierthöchsten deutschen Spielklasse. In der Folge spielte Chemie jedoch eine enttäuschende Hinrunde, während der in 17 Spielen lediglich 12 Punkte erspielt werden konnten, was zur Winterpause Platz 17 bedeutete. Nach der Winterpause zeigten sich die Chemiker deutlich verbessert und erspielten in 17 Rückrundenpartien 23 Punkte. Dennoch stand nach einer 5:0 (2:0)-Auswärtsniederlage gegen die Zweitvertretung von Hertha BSC am 33. und vorletzten Spieltag der 16. Tabellenplatz rechnerisch fest, der in dieser Saison aufgrund der gleichzeitigen Abstiege zweier Vereine aus dem Gebiet des Regionalverbandes Nordost (Chemnitzer FC und FC Rot-Weiß Erfurt) aus der 3. Liga in die Regionalliga Nordost nicht für den Klassenerhalt genügte und somit den sofortigen Wiederabstieg in die NOFV-Oberliga bedeutete.
Im sächsischen Landespokal war die BSG hingegen deutlich erfolgreicher und gewann dort am 21. Mai 2018 im Finale gegen den FC Oberlausitz Neugersdorf zum ersten Mal in der Vereinsgeschichte den Landespokal mit 1:0 (1:0), womit sie sich für den DFB-Pokal 2018/19 qualifizierte. Dort setzte sie sich in der 1. Hauptrunde gegen den SSV Jahn Regensburg mit 2:1 (0:1) durch und musste sich erst in der 2. Hauptrunde dem SC Paderborn mit 0:3 (0:2) geschlagen geben. In der Oberliga gelang der BSG Chemie erneut die Meisterschaft und somit der direkte Wiederaufstieg in die Regionalliga.
Nach einer soliden Hinrunde in der Regionalliga-Saison 2019/20 überwinterte die BSG Chemie auf dem zwölften Tabellenplatz. Diesen Tabellenplatz belegte sie auch nach dem 23. Saisonspiel, einer 2:4-Heimniederlage gegen die VSG Altglienicke, noch. Aufgrund der zu dieser Zeit in Deutschland ausgebrochenen COVID-19-Pandemie sollte es das letzte Spiel der Saison gewesen sein; die Saison wurde zunächst unterbrochen und am 5. Juni 2020 abgebrochen, womit die BSG Chemie den Klassenerhalt in der Regionalliga Nordost erreicht hatte.
In der Regionalliga-Saison 2020/21 spielte die BSG Chemie nur 13 Spiele, in denen beachtliche 24 Punkte erspielt wurden. Im November 2020 wurde die Saison aufgrund der COVID-19-Pandemie unterbrochen und im April 2021 für abgebrochen erklärt. Die BSG erreichte auf der Grundlage der für die Endplatzierung abermals herangezogenen Quotientenregelung den 3. Platz. Im Sachsenpokal verlor man im Viertelfinale mit 0:1 gegen den Drittligisten FSV Zwickau. Die Saison 2021/22, die wieder regulär zu Ende gespielt werden konnte, beendete die BSG auf dem neunten Platz und sicherte somit souverän den erneuten Klassenerhalt. Im Sachsenpokal konnte man sich zwar im Halbfinale mit einem 4:3 i. E. beim FSV Zwickau für die Viertelfinalniederlage in der Vorsaison revanchieren, unterlag im Finale aber dem Chemnitzer FC mit 1:2.

## Sportlicher Werdegang
Die BSG Chemie Leipzig übernahm zur Saison 2011/12 das Sachsenliga-Spielrecht des VfK Blau-Weiß Leipzig, wodurch die bisherige Herrenmannschaft, die in der vorigen Saison in die Stadtklasse Leipzig aufgestiegen war, als 2. Herrenmannschaft weiterspielte.

### 1. Herrenmannschaft (Fußball)
| Saison  | Liga                     | Kl. | Platz | Tore   | Punkte | Zuschauerschnitt | Stadtpokal Leipzig | Sachsenpokal  | DFB-Pokal     |
| ------- | ------------------------ | --- | ----- | ------ | ------ | ---------------- | ------------------ | ------------- | ------------- |
| 2008/09 | 3. Kreisklasse           | XII | 01.   | 158:18 | 076    | 0378 Zuschauer   | 2. Runde           |               |               |
| 2009/10 | 2. Kreisklasse           | XI  | 01.   | 105:19 | 074    | 0289 Zuschauer   | 3. Runde           |               |               |
| 2010/11 | 1. Kreisklasse           | X   | 01.   | 099:27 | 079    | 0312 Zuschauer   | 3. Runde           |               |               |
| 2011/12 | Sachsenliga              | VI  | 07.   | 054:33 | 047    | 1033 Zuschauer   |                    | 3. Hauptrunde |               |
| 2012/13 | Sachsenliga              | VI  | 14.   | 036:46 | 029    | 0677 Zuschauer   |                    | 2. Hauptrunde |               |
| 2013/14 | Bezirksliga Sachsen Nord | VII | 01.   | 056:17 | 060    | 0856 Zuschauer   |                    | Achtelfinale  |               |
| 2014/15 | Sachsenliga              | VI  | 03.   | 054:29 | 056    | 1237 Zuschauer   |                    | 3. Hauptrunde |               |
| 2015/16 | Sachsenliga              | VI  | 01.   | 068:30 | 060    | 1393 Zuschauer   |                    | 3. Hauptrunde |               |
| 2016/17 | NOFV-Oberliga            | V   | 01.   | 069:21 | 071    | 1819 Zuschauer   |                    | Viertelfinale |               |
| 2017/18 | Regionalliga Nordost     | IV  | 16.   | 021:51 | 035    | 2691 Zuschauer   |                    | Pokalsieger   |               |
| 2018/19 | NOFV-Oberliga            | V   | 01.   | 063:25 | 069    | 2796 Zuschauer   |                    | Viertelfinale | 2. Hauptrunde |
| 2019/20 | Regionalliga Nordost     | IV  | 12. 1 | 020:26 | 023    | 3072 Zuschauer   |                    | Achtelfinale  |               |
| 2020/21 | Regionalliga Nordost     | IV  | 03. 2 | 025:12 | 024    | 1571 Zuschauer   |                    | Viertelfinale |               |
| 2021/22 | Regionalliga Nordost     | IV  | 09.   | 047:48 | 056    | 3088 Zuschauer   |                    | Finalist      |               |
| 2022/23 | Regionalliga Nordost     | IV  | 07.   | 050:45 | 053    | 4117 Zuschauer   |                    | 3. Hauptrunde |               |
| 2023/24 | Regionalliga Nordost     | IV  | 08.   | 040:40 | 050    | 4393 Zuschauer   |                    | Achtelfinale  |               |
| 2024/25 | Regionalliga Nordost     | IV  | 14.   | 033:59 | 034    | 4729 Zuschauer   |                    | Viertelfinale |               |

### 2. Herrenmannschaft (Fußball)
| Saison  | Liga                             | Kl.  | Platz | Tore  | Punkte | Stadtpokal Leipzig |
| ------- | -------------------------------- | ---- | ----- | ----- | ------ | ------------------ |
| 2011/12 | Stadtklasse Leipzig              | IX   | 11.   | 53:64 | 38     | Achtelfinale       |
| 2012/13 | Stadtklasse Leipzig              | IX   | 02.   | 73:38 | 58     | 1. Runde           |
| 2013/14 | Stadtliga Leipzig                | VIII | 13.   | 31:62 | 24     | Achtelfinale       |
| 2014/15 | Stadtliga Leipzig                | VIII | 04.   | 51:43 | 50     | 3. Runde           |
| 2015/16 | Stadtliga Leipzig                | VIII | 02.   | 68:42 | 57     | 3. Runde           |
| 2016/17 | Stadtliga Leipzig                | VIII | 05.   | 57:49 | 49     | 3. Runde           |
| 2017/18 | Stadtliga Leipzig                | VIII | 04.   | 86:50 | 58     | 2. Runde           |
| 2018/19 | Stadtliga Leipzig                | VIII | 02.   | 78:23 | 63     | Vizepokalsieger    |
| 2019/20 | Stadtliga Leipzig                | VIII | 02. 1 | 24:18 | 37     | 2. Runde           |
| 2020/21 | Stadtliga Leipzig                | VIII | 07. 2 | 17:10 | 17     | Viertelfinale      |
| 2021/22 | Stadtliga Leipzig                | VIII | 05.   | 43:18 | 31     | Pokalsieger        |
| 2021/22 | Stadtliga Leipzig Aufstiegsrunde | VIII | 03.   | 67:29 | 46     | Pokalsieger        |
| 2022/23 | Stadtliga Leipzig                | VIII | 02.   | 94:34 | 62     | Vizepokalsieger    |
| 2023/24 | Stadtliga Leipzig                | VIII | 01.   | 85:26 | 68     | Pokalsieger        |
| 2024/25 | Sachsenklasse Nord               | VII  | 11.   | 41:51 | 39     | –                  |

## Kader2024/25
Stand: 11. April 2025
| Nr.        | Nat.           | Spieler           | Geburtstag    | Vertrag seit | letzter Verein           |
| Tor        | Tor            | Tor               | Tor           | Tor          | Tor                      |
| ---------- | -------------- | ----------------- | ------------- | ------------ | ------------------------ |
| 01         | Deutschland    | Benjamin Bellot   | 30. Juli 1990 | 06.07.2019   | Brøndby IF               |
| 12         | Deutschland    | Jonas Janke       | 19. Juni 2002 | 01.07.2021   | FC Energie Cottbus U19   |
| 22         | Deutschland    | Lenno Udo Schmidt | 21. Jan. 2004 | 01.07.2023   | FC Rot-Weiß Erfurt U19   |
| Abwehr     |                |                   |               |              |                          |
| 02         | Deutschland    | Florian Brügmann  | 23. Jan. 1991 | 01.07.2021   | Energie Cottbus          |
| 04         | Deutschland    | Manuel Wajer      | 27. Dez. 1994 | 01.08.2015   | Brandenburger SC Süd 05  |
| 13         | Deutschland    | Tobias Reithmeir  | 13. Aug. 1999 | 26.07.2024   | Rot Weiss Ahlen          |
| 17         | Deutschland    | Fabian Rüth       | 2. Juli 2001  | 26.07.2024   | Rot-Weiss Essen          |
| 18         | Deutschland    | Rajk Lisinski     | 25. Feb. 2003 | 24.01.2025   | FC Viktoria 1889 Berlin  |
| 31         | Deutschland    | Luca Marino       | 11. Dez. 1999 | 31.01.2024   | VSG Altglienicke         |
| 34         | Deutschland    | Marcel Kohn       | 11. Jan. 1995 | 01.07.2024   | Hansa Rostock II         |
| 39         | Deutschland    | Paul Horschig     | 1. März 2000  | 01.07.2021   | VfB Auerbach             |
| 40         | Ukraine        | Yegor Chyger      | 9. Sep. 2005  | 01.01.2025   | eigene Jugend            |
| Mittelfeld |                |                   |               |              |                          |
| 05         | Deutschland    | Cemal Kaymaz      | 7. Dez. 1997  | 19.01.2024   | SpVgg Bayreuth           |
| 06         | Ghana          | Terry Asare       | 16. Sep. 1997 | 01.07.2024   | FC Rot-Weiß Koblenz      |
| 10         | Deutschland    | Dennis Mast       | 15. Feb. 1992 | 15.10.2021   | Hallescher FC            |
| 14         | Nordmazedonien | Valon Aliji       | 3. Mai 2005   | 02.02.2025   | Berliner Sport-Club      |
| 19         | Deutschland    | Yusuf Dogan       | 10. Sep. 2004 | 01.07.2023   | Chemie Leipzig U19       |
| 32         | Deutschland    | Julian Weigel     | 14. Juli 2001 | 01.07.2024   | 1. FC Lokomotive Leipzig |
| Angriff    |                |                   |               |              |                          |
| 07         | Deutschland    | Janik Mäder       | 22. Sep. 1996 | 01.07.2022   | Energie Cottbus          |
| 08         | Deutschland    | Tim Bunge         | 26. Apr. 1996 | 01.07.2024   | FC Eilenburg             |
| 09         | Deutschland    | Timo Mauer        | 26. Mai 1997  | 01.07.2021   | ZFC Meuselwitz           |
| 11         | Deutschland    | Elias Ndukwe Oke  | 29. Okt. 2004 | 01.07.2023   | Hallescher FC U19        |
| 20         | Deutschland    | Florian Kirstein  | 3. Aug. 1995  | 01.07.2017   | SV Eintracht Ortrand     |
| 30         | Mosambik       | Stanley Ratifo    | 5. Dez. 1994  | 01.07.2024   | 1. CfR Pforzheim         |

## Erfolge

### Verein
- Meister der NOFV-Oberliga (V) 2016/17 1, 2018/19 2
- Meister der Sachsenliga (VI) 2015/16
- Sächsischer Landespokalsieger 2017/18
- Sächsischer Landespokalfinalist 2021/22
- Meister der Landesliga Sachsen 2023/24 (Frauen)

### Vorgängervereine BSG Chemie Leipzig (1950–1990), SC Lokomotive Leipzig (1954–1964), Chemie Böhlen (1952–1990) und FC Sachsen Leipzig (1990–2011)

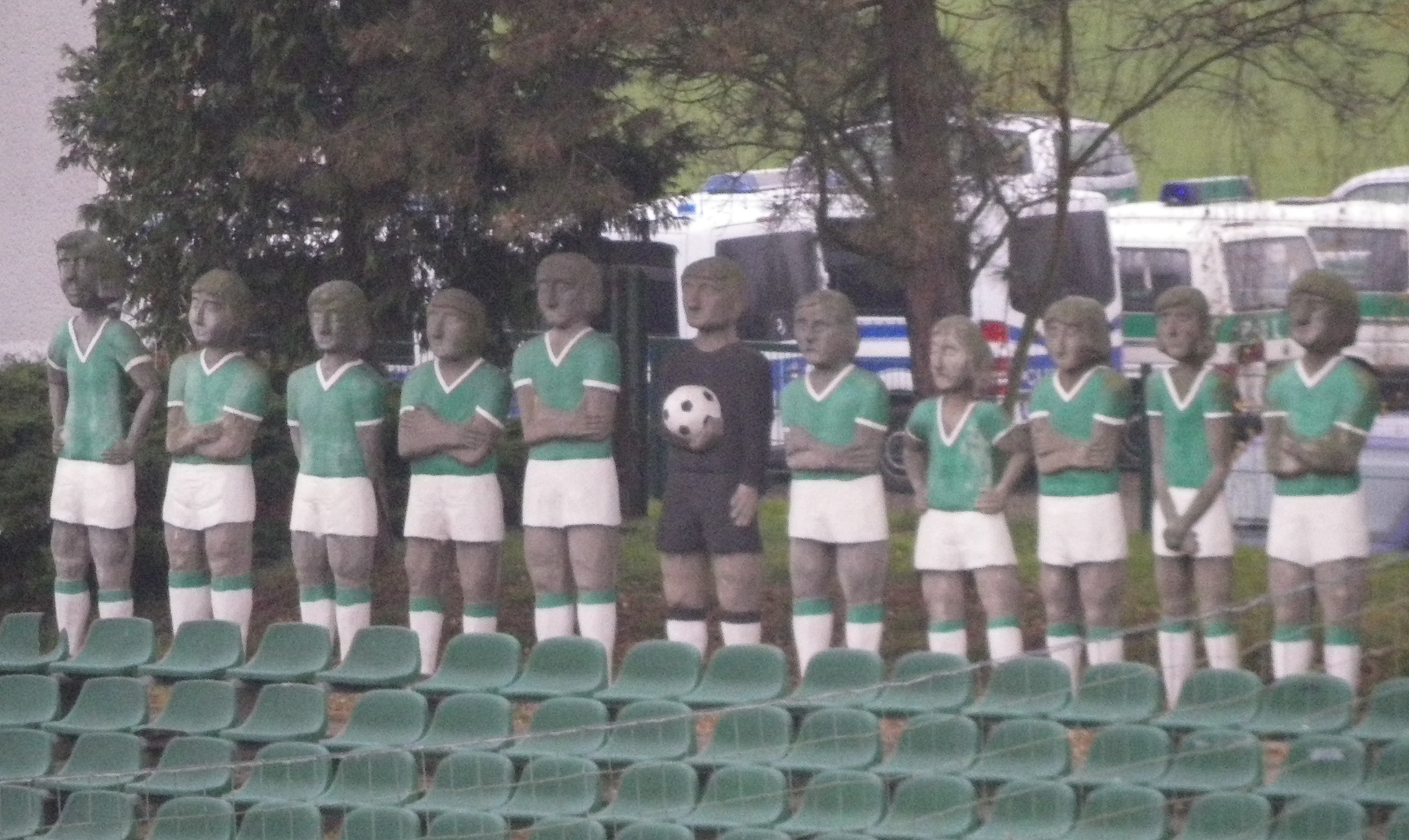
Die Meisterelf von 1964 im Alfred-Kunze-Sportpark

Wandgemälde am Eingang des Bruno-Plache-Stadions, der Heimspielstätte des 1. FC Lokomotive Leipzig (2013). Die Jahreszahl 1964 wurde offensichtlich von Chemie-Fans in Erinnerung an den sensationellen Meistertitel desselben Jahres und zur Provokation des Stadtrivalen angebracht.

Die neugegründete BSG Chemie Leipzig ist nicht in vereinsrechtlichem Sinne mit ihrem gleichnamigen Vorgängerverein und dem FC Sachsen Leipzig identisch, allerdings spielen deren Erfolge, insbesondere die DDR-Meisterschaft 1964, für die Fankultur und Tradition des Vereins eine große Rolle. Der Verein prüft gegenwärtig infolge eines Beschlusses der Mitgliederversammlung 2019, unter welchen Bedingungen die Verwendung eines entsprechenden Meistersterns auf den Trikots ermöglicht werden kann.
- DDR-Meister 1950/51, 1963/64
  - Teilnahme am Europapokal der Landesmeister 1964/65 (Vorrunde)
- DDR-Vizemeister 1953/54
- DDR-Meisterschaftsdritter 1951/52, 1956, 1960, 1964/65
- Meister der DDR-Liga (II) 1971/72 1, 1974/75 2, 1976/77 3, 1977/78 4, 1978/79 5, 1979/80 9, 1982/83 6
- Meister der NOFV-Oberliga (III/IV) 1992/93 7, 2002/03 8
- FDGB-Pokalsieger 1957, 1965/66
  - Teilnahme am Europapokal der Pokalsieger 1966/67 (Achtelfinale)
- FDGB-Pokalfinalist 1958
- Sächsischer Landespokalsieger 1992/93, 1993/94, 1994/95, 2004/05
- Sächsischer Landespokalfinalist 2007/08

## Umfeld

### Fans
Durch die Neugründung des Vereins aus eigener Hand spielen die Fans bei Chemie Leipzig eine zentrale Rolle. In der Saison 2022/23 besuchten die Heimspiele der BSG im Schnitt 4134 Zuschauer, zudem hat Chemie Leipzig in der Regionalliga Nordost eine überdurchschnittlich hohe Anzahl an Auswärtsfahrern.
Die Fanszene der BSG Chemie Leipzig pflegt seit längerer Zeit eine Freundschaft mit Fans von Eintracht Frankfurt. Im Sinne der Fanfreundschaft wurden zwischen beiden Teams bereits mehrere Freundschaftsspiele ausgetragen.

### Rivalitäten und Derbys
Wie schon zu Zeiten der Vorgängervereine besteht eine starke Rivalität zwischen der in Leipzig-Leutzsch beheimateten BSG Chemie und dem Ortsnachbarn 1. FC Lokomotive Leipzig aus Leipzig-Probstheida. Das zwischen Chemie und Lokomotive ausgetragene Leipziger Stadtderby gilt als das „brisanteste Stadtduell Ostdeutschlands“ und gehört zu den zehn traditionsreichsten Derbys in Deutschland.
Zwischen den Derbys kommt es häufig zu Gewalt und körperlichen Auseinandersetzungen zwischen Fans sowie Hooligans beider Mannschaften. Neben der Nähe beider Vereine sind heute auch die unterschiedlichen politischen Ansichten der Fanlager ein Grund für die große Rivalität. So werden Chemie-Anhänger eher dem politisch linken und Teile der Lok-Anhänger dem politisch rechten Spektrum zugeordnet.
| Nr. | Datum              | Heim                     | Ergebnis  | Auswärts                 | Wettbewerb                                 |
| --- | ------------------ | ------------------------ | --------- | ------------------------ | ------------------------------------------ |
| 100 | 13. November 2016  | BSG Chemie Leipzig       | 0:1 n. V. | 1. FC Lokomotive Leipzig | Sachsenpokal 2016/17, Viertelfinale        |
| 101 | 29. Juli 2017      | BSG Chemie Leipzig       | 0:1       | 1. FC Lokomotive Leipzig | Regionalliga Nordost 2017/18, 1. Spieltag  |
| 102 | 22. November 2017  | 1. FC Lokomotive Leipzig | 0:0       | BSG Chemie Leipzig       | Regionalliga Nordost 2017/18, 18. Spieltag |
| 103 | 15. Dezember 2018  | BSG Chemie Leipzig       | 0:1       | 1. FC Lokomotive Leipzig | Sachsenpokal 2018/19, Viertelfinale        |
| 104 | 6. Oktober 2019    | BSG Chemie Leipzig       | 2:0       | 1. FC Lokomotive Leipzig | Regionalliga Nordost 2019/20, 11. Spieltag |
| 105 | 21. November 2021  | 1. FC Lokomotive Leipzig | 1:0       | BSG Chemie Leipzig       | Regionalliga Nordost 2021/22, 18. Spieltag |
| 106 | 7. Mai 2022        | BSG Chemie Leipzig       | 2:1       | 1. FC Lokomotive Leipzig | Regionalliga Nordost 2021/22, 37. Spieltag |
| 107 | 25. September 2022 | BSG Chemie Leipzig       | 7:8 i. E. | 1. FC Lokomotive Leipzig | Sachsenpokal 2022/23, 3. Hauptrunde        |
| 108 | 16. Oktober 2022   | 1. FC Lokomotive Leipzig | 3:0       | BSG Chemie Leipzig       | Regionalliga Nordost 2022/23, 9. Spieltag  |
| 109 | 2. April 2023      | BSG Chemie Leipzig       | 0:0       | 1. FC Lokomotive Leipzig | Regionalliga Nordost 2022/23, 26. Spieltag |
| 110 | 26. November 2023  | BSG Chemie Leipzig       | 1:1       | 1. FC Lokomotive Leipzig | Regionalliga Nordost 2023/24, 15. Spieltag |
| 111 | 5. Mai 2024        | 1. FC Lokomotive Leipzig | 0:2       | BSG Chemie Leipzig       | Regionalliga Nordost 2023/24, 32. Spieltag |
| 112 | 6. Oktober 2024    | 1. FC Lokomotive Leipzig | 2:0       | BSG Chemie Leipzig       | Regionalliga Nordost 2024/25, 11. Spieltag |
| 113 | 23. März 2025      | BSG Chemie Leipzig       | 1:4       | 1. FC Lokomotive Leipzig | Sachsenpokal 2024/2025, Viertelfinale      |
| 114 | 6. April 2025      | BSG Chemie Leipzig       | 0:3       | 1. FC Lokomotive Leipzig | Regionalliga Nordost 2024/25, 28. Spieltag |

## Frauenfußball

### Geschichte
Nachdem zu DDR-Zeiten zwischen 1969 und 1987 eine Frauenfußballabteilung bei der historischen BSG Chemie existierte, wurde im Jahre 2022 eine neue Abteilung gegründet. Die Mannschaft startete in der Landesklasse Nord und schaffte auf Anhieb den Aufstieg in die viertklassige Landesliga Sachsen. Im Saisonverlauf wurde die Mannschaft um die 158fache deutsche Nationalspielerin Anja Mittag verstärkt. In der folgenden Saison 2023/24 wurden die Leipzigerinnen Meister der Landesliga. Aus strukturellen und sportlichen Gründen wurde auf einen möglichen Aufstieg in die Regionalliga verzichtet. 2025 erreichten die „Chemikerinnen“ das Endspiel um den Sachsenpokal, welches mit 0:1 gegen die zweite Mannschaft von RB Leipzig verloren wurde. Da zweite Mannschaften nicht am DFB-Pokal teilnehmen dürfen, qualifizierte sich die BSG Chemie für den DFB-Pokal 2025/26. Dort gewannen die Leipzigerinnen in der Play-off-Runde mit 3:2 gegen den FC Freiburg-St. Georgen.

### Saisonbilanzen
| Saison  | Liga              | Kl. | Platz | Tore   | Punkte | Sachsenpokal  | DFB-Pokal |
| ------- | ----------------- | --- | ----- | ------ | ------ | ------------- | --------- |
| 2022/23 | Landesklasse Nord | V   | 01.   | 155:10 | 60     | Viertelfinale | —         |
| 2023/24 | Landesliga        | IV  | 01. 1 | 081:24 | 52     | Viertelfinale | —         |
| 2024/25 | Landesliga        | IV  | 04.   | 054:31 | 39     | Finalist      | —         |
| 2025/26 | Landesliga        | IV  |       |        |        | 1. Runde      | 1. Runde  |

## Vorstandsvorsitzende
|   | Name          | Von             | Bis             | Sonstiges                                               |
| - | ------------- | --------------- | --------------- | ------------------------------------------------------- |
| 1 | Thomas Heier  | 16. Juli 1997   | 12. August 2011 |                                                         |
| 2 | Oliver Krause | 12. August 2011 | 24. Januar 2012 | trat wegen Meinungsverschiedenheiten im Vorstand zurück |
| 3 | Frank Kühne   | 5. Oktober 2012 | 15. Juni 2025   |                                                         |

Dem gegenwärtigen Vorstand gehören ferner folgende Mitglieder an:
- Bastian Pauly
- Gregor Schoenecker
- Marc Walenta
- Christian Friedrich
- Gerd Kroll

## Trainer
|    | Name                 | Von               | Bis               | S 1 | U 1 | N 1 | Sonstiges      |
| -- | -------------------- | ----------------- | ----------------- | --- | --- | --- | -------------- |
| 1  | Radisa Radojicic     | 1. Juli 2008      | 30. Juni 2011     | 74  | 07  | 03  | Spielertrainer |
| 2  | René Behring         | 1. Juli 2011      | 29. Mai 2012      | 13  | 05  | 09  |                |
| 3  | Steffen Hammermüller | 29. Mai 2012      | 19. April 2013    | 06  | 05  | 10  |                |
| 4  | Gregor Schoenecker   | 19. April 2013    | 17. Juni 2013     | 03  | 03  | 06  | ad interim     |
| 5  | André Schönitz       | 17. Juni 2013     | 8. Dezember 2015  | 45  | 10  | 15  |                |
| 6  | Hans-Jürgen Weiß     | 8. Dezember 2015  | 21. Januar 2016   | 01  | 0   | 0   | ad interim     |
| 7  | Dietmar Demuth       | 21. Januar 2016   | 4. Dezember 2018  | 48  | 23  | 23  |                |
| 8  | Christian Sobottka   | 4. Dezember 2018  | 7. Januar 2019    | 01  | 0   | 0   | ad interim     |
| 9  | Miroslav Jagatic     | 7. Januar 2019    | 18. Dezember 2024 | 65  | 50  | 54  |                |
| 10 | David Bergner        | 18. Dezember 2024 | 1. April 2025     | 1   | 2   | 4   | ad interim     |
| 11 | Adrian Alipour       | 1. April 2025     |                   | 1   | 4   | 3   |                |

Stand: 19. Juni 2025